# Élection cantonale de 1913 dans le canton de Gravelines
Les élections cantonales dans le canton de Gravelines se déroulent le 3 août 1913.

## Canton
Le canton de Gravelines est composé en 1913 des communes suivantes : Craywick, Grand-Fort-Philippe, Gravelines, Loon-Plage et Saint-Georges-sur-l'Aa.

## Contexte
Adolphe Torris, ancien maire de Gravelines et Conseiller général du Nord sortant se retrouve une nouvelle fois face à Charles Valentin (PRRRS).

## Résultats[1]
- Conseiller général sortant : Adolphe Torris (Conservateur)

| Candidat                    | Candidat         | Parti          | Premier tour | Premier tour | Second tour | Second tour |
| Candidat                    | Candidat         | Parti          | Voix         | %            | Voix        | %           |
| --------------------------- | ---------------- | -------------- | ------------ | ------------ | ----------- | ----------- |
|                             | Adolphe Torris*  | Libéral        | 1 150        | 48,66        |             |             |
|                             | Charles Valentin | PRRRS          | 1 213        | 51,33        |             |             |
| Inscrits                    | Inscrits         | Inscrits       | 3 607        | 100,00       |             |             |
| Abstentions                 | Abstentions      | Abstentions    | 1 223        | 33,90        |             |             |
| Votants                     | Votants          | Votants        | 2 384        | 66,09        |             |             |
| Blancs et nuls              | Blancs et nuls   | Blancs et nuls | 21           | 0,88         |             |             |
| Exprimés                    | Exprimés         | Exprimés       | 2 363        | 99,11        |             |             |
| *Conseiller général sortant |                  |                |              |              |             |             |